# Hogna subaustralis
Hogna subaustralis är en spindelart som först beskrevs av Embrik Strand 1908.  Hogna subaustralis ingår i släktet Hogna och familjen vargspindlar.
Artens utbredningsområde är Peru. Inga underarter finns listade i Catalogue of Life.